# Kolarite
La kolarite è un minerale.